# 7439 Tetsufuse
7439 Tetsufuse è un asteroide della fascia principale. Scoperto nel 1994, presenta un'orbita caratterizzata da un semiasse maggiore pari a 2,6176242 UA e da un'eccentricità di 0,0678864, inclinata di 4,48722° rispetto all'eclittica.